# On Your Mark〜ヒカリのキセキ〜
「On Your Mark 〜ヒカリのキセキ〜」（オン ユア マーク ヒカリのキセキ）は、三代目 J Soul Brothersの通算2枚目のシングルである。2010年12月1日にrhythm zoneから発売された。

## 概要
- 「CD+DVD」、「CDのみ」の2形態で発売。1曲2バージョンで、カップリング曲は表題曲のインストゥルメンタル・バージョンのみを収録。
- ミュージックビデオはセットを組んだ結婚式場で撮影が行われた[2]。
- 2010年12月3日、テレビ朝日系『ミュージックステーション』に初出演し、「On Your Mark 〜ヒカリのキセキ〜」を披露した[3]。

## 収録曲

### CD
1. On Your Mark〜ヒカリのキセキ〜 [4:18]
作詞：Kenn Kato、作曲：田中直、編曲：田中直
  - ABC・テレビ朝日系ドラマ『検事・鬼島平八郎』主題歌。
2. On Your Mark〜ヒカリのキセキ〜（Instrumental）

### DVD
1. On Your Mark〜ヒカリのキセキ〜（Music Video）

## 収録アルバム
| 収録アルバム            | 楽曲                           | 曲順 |
| ----------------------- | ------------------------------ | ---- |
| J Soul Brothers         | On Your Mark〜ヒカリのキセキ〜 | 1    |
| THE BEST                | On Your Mark〜ヒカリのキセキ〜 | 2    |
| THE JSB WORLD (DISC-1)  | On Your Mark〜ヒカリのキセキ〜 | 2    |
| BEST BROTHERS (DISC-01) | On Your Mark〜ヒカリのキセキ〜 | 15   |